# Schleitheim
Schleitheim (toponimo tedesco) è un comune svizzero di 1 694 abitanti del Canton Sciaffusa.

## Geografia fisica
Schleitheim è sito sul confine con la Germania, presso Stühlingen e il versante occidentale del Randen.

## Storia

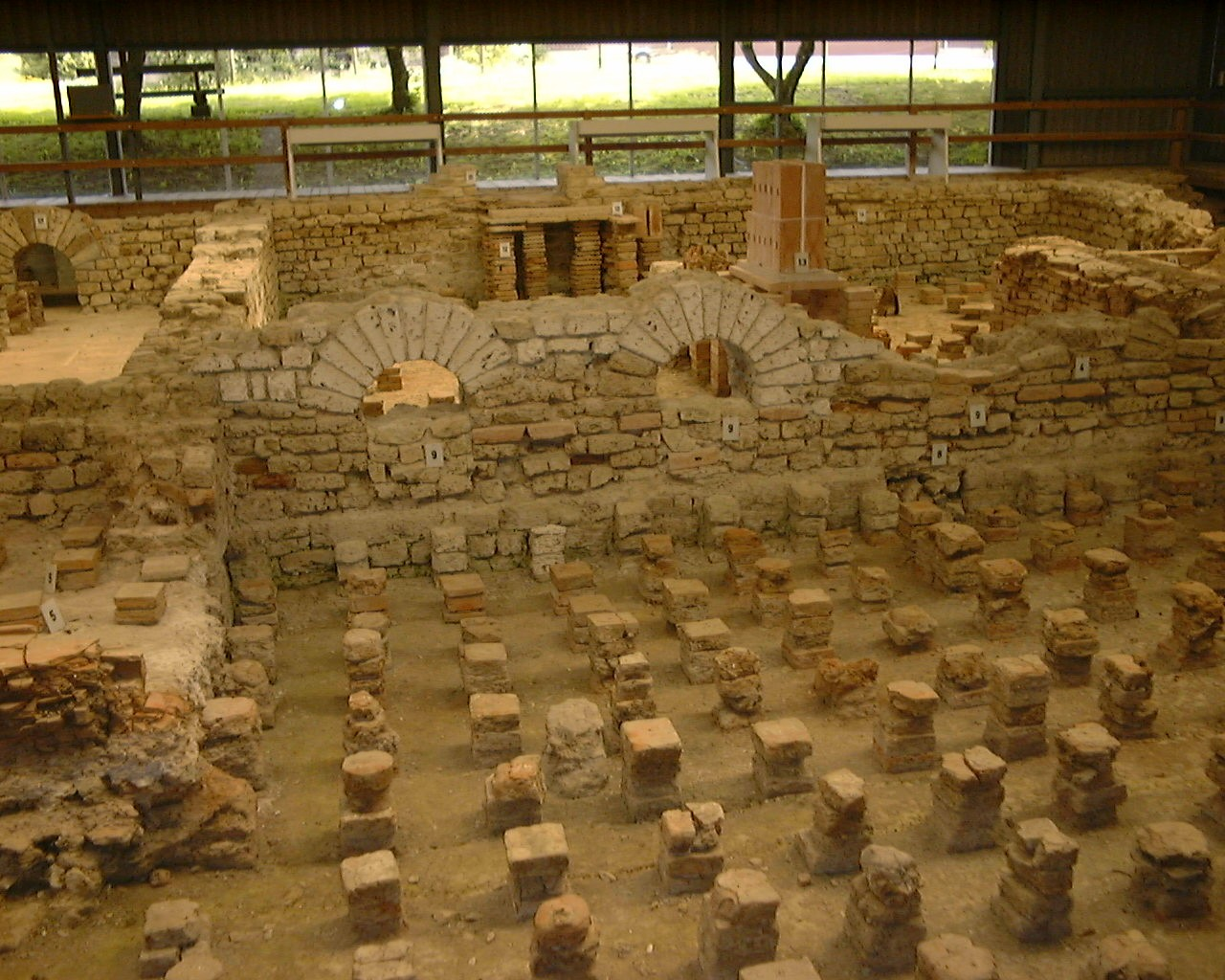
Le terme di Juliomagus

Schleitheim era già abitata ai tempi dei Romani con il nome di Juliomagus, le cui rovine sono state poste alla luce nella seconda metà del XIX secolo, importante insediamento militare romano di un'unità ausiliaria sotto la dinastia dei Flavi.
Schleitheim fu sede di un'importante miniera di gesso, chiusa intorno agli anni 1950 e ora abilitata a museo.

## Economia
Il paese vive prevalentemente di artigianato e agricoltura.